# 岡知里
岡 知里（おか ちさと、1997年9月5日 - ）は、Orionsbelt Global所属の日本のタレント、女優。佐賀県出身。

## 来歴・人物
- 特技はテーマパークダンス、180度開脚、前方転回10回連続、スーパー栄養食メニュー考案、着付け。
- スポーツはバトントワリング15年、クラシックバレエ6年、ジャズダンス6年、ヨガ3年。
- 趣味は和菓子作り（練り切り）、温泉巡り。
- 調理師免許/着物着付け準師範免許/美脚美尻骨盤ヨガインストラクター免許/英語検定3級/書道9段の資格を持つ。

## 主な出演歴
- 2018年-2021年
  - サンリオピューロランド　ライブエンターテイナー
- 2022年
  - WEB「旭化成ファーマ」 メイン女性役　
  - TVer、WEB「ルナレディースクリニック」 看護師役
  - NHK「あさイチ」体験モデル
  - CX「奇跡体験!アンビリバボー」再現VTR
- 2023年　
  - 舞台「DOG'S」　C-05役
  - CM「アルキラーNEX」
  - WEB「『Adobe Photoshop』デ⁠ザ⁠イ⁠ンス⁠キ⁠ル⁠ア⁠ッ⁠プ3⁠つ⁠の⁠コ⁠ツ」ユーザー
  - WEB「サノフィ節性痒疹プロモーション」看護師役
  - NHK Eテレ「ワルイコあつまれ」ケミカルドラマコーナー
- 2024年　
  - MX「牙狼-GARO- ハガネを継ぐ者」受付役
  - CM「レノア（リセットセラム）」ダンサー
  - NHK「英雄たちの選択〜与謝野晶子〜」　与謝野晶子役
  - Netflix「極悪女王」永田実加役
  - CM「オンデーズ」客役
- 2025年　
  - CX「世界の何だコレ!?ミステリー」再現VTR
  - 政府広報CM「育児休業給付の拡充篇」母親役
  - CM「太陽生命の告知緩和型がん診断保険『奉行』編」　町娘役